# Tam giác Pascal

Trong tam giác của Pascal, mỗi số là tổng của hai số ngay phía trên nó.

Trong toán học, tam giác Pascal là một mảng tam giác của các hệ số nhị thức. Trong phần lớn thế giới phương Tây, nó được đặt theo tên nhà toán học người Pháp Blaise Pascal, mặc dù các nhà toán học khác đã nghiên cứu nó hàng thế kỷ trước Pascal ở Ấn Độ, Ba Tư (Iran), Trung Quốc, Đức và Ý.
Các hàng của tam giác Pascal được liệt kê theo quy ước bắt đầu bằng hàng n = 0 ở trên cùng (hàng 0). Các mục trong mỗi hàng được đánh số từ đầu bên trái với k = 0 và thường được đặt so le so với các số trong các hàng liền kề. Tam giác có thể được xây dựng theo cách sau: Trong hàng 0 (hàng trên cùng), có một số 1 duy nhất. Mỗi số của mỗi hàng tiếp theo được xây dựng bằng cách thêm số ở trên và bên trái với số ở trên và sang bên phải, coi các mục trống là 0. Ví dụ: số ban đầu trong hàng đầu tiên (hoặc bất kỳ số nào khác) là 1 (tổng của 0 và 1), trong khi các số 1 và 3 trong hàng thứ ba được thêm vào để tạo ra số 4 ở hàng thứ tư.

## Công thức
Mục nhập trong hàng thứ n và cột thứ k của tam giác Pascal được ký hiệu {\displaystyle {\tbinom {n}{k}}}. Ví dụ: Ô duy nhất ở hàng trên cùng là  {\displaystyle {\tbinom {0}{0}}}. Với ký hiệu này, việc xây dựng đoạn trước có thể được viết như sau:
{\displaystyle {n \choose k}={n-1 \choose k-1}+{n-1 \choose k}},
đối với mọi số nguyên n không âm và mọi số nguyên k nằm trong khoảng từ 0 đến n, đã bao gồm. Sự lặp lại này cho các hệ số nhị thức được gọi là hằng đẳng thức Pascal.
Tam giác của Pascal có các khái quát hóa với chiều cao hơn. Phiên bản ba chiều được gọi là kim tự tháp Pascal hoặc tứ diện của Pascal, trong khi các phiên bản chung được gọi là simplice Pascal.

## Liên quan đến phân phối nhị thức và kết quả
Khi được chia cho 2n, hàng 'tam giác' của tam giác Pascal trở thành phân phối nhị thức trong trường hợp đối xứng mà trong đó p = 1/2. Theo định lý giới hạn trung tâm, phân phối này tiếp cận phân phối chuẩn khi tăng n. Điều này cũng có thể được nhìn thấy bằng cách áp dụng Công thức Stirling cho các yếu tố liên quan đến công thức kết hợp.
Điều này có liên quan đến hoạt động của tích chập rời rạc theo hai cách. Đầu tiên, phép nhân đa thức chính xác tương ứng với tích chập rời rạc, do đó, liên tục tạo ra chuỗi {...,  0,  0,  1,  1,  0,  0,  ...} với chính nó tương ứng với việc lấy lũy thừa 1  + x và do đó tạo ra các hàng của tam giác. Thứ hai, liên tục kết hợp hàm phân phối cho một biến ngẫu nhiên tương ứng với việc tính toán hàm phân phối cho một tổng số bản sao độc lập  n  của biến đó; đây chính xác là tình huống mà định lý giới hạn trung tâm áp dụng, và do đó dẫn đến phân phối chuẩn trong giới hạn.